# Pilzen Challenger 1997
Il Pilzen Challenger 1997 è stato un torneo di tennis facente parte della categoria ATP Challenger Series nell'ambito dell'ATP Challenger Series 1997. Il torneo si è giocato a Plzeň in Repubblica Ceca dal 4 al 10 agosto 1997 su campi in terra rossa.

## Vincitori

### Singolare
Vincenzo Santopadre ha battuto in finale  Michal Tabara con il punteggio di 6–3, 5–7, 6–3

### Doppio
Petr Pála /  Borut Urh hanno battuto in finale  Radek Štěpánek /  Radomír Vašek che si sono ritirati sul punteggio di 2-4